# Silva Jardim
Silva Jardim est une municipalité brésilienne de l'État de Rio de Janeiro et la Microrégion du Bassin de São João.